# Arachosia

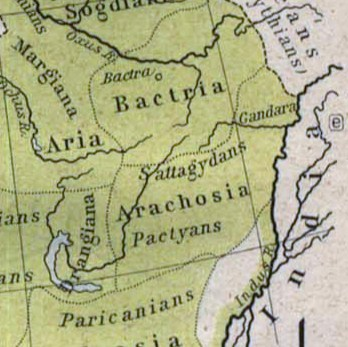
Arachosia în anul 500 î.Hr.

Arachosia (greacă: Ἀραχωσία) a fost o veche provincie a imperiilor Persan, Seleucid, Part, Sasanid, Otoman și a califatelor arabe, în prezent sudul Afganistanului, în zona orașului Kandahar.

## Geografia

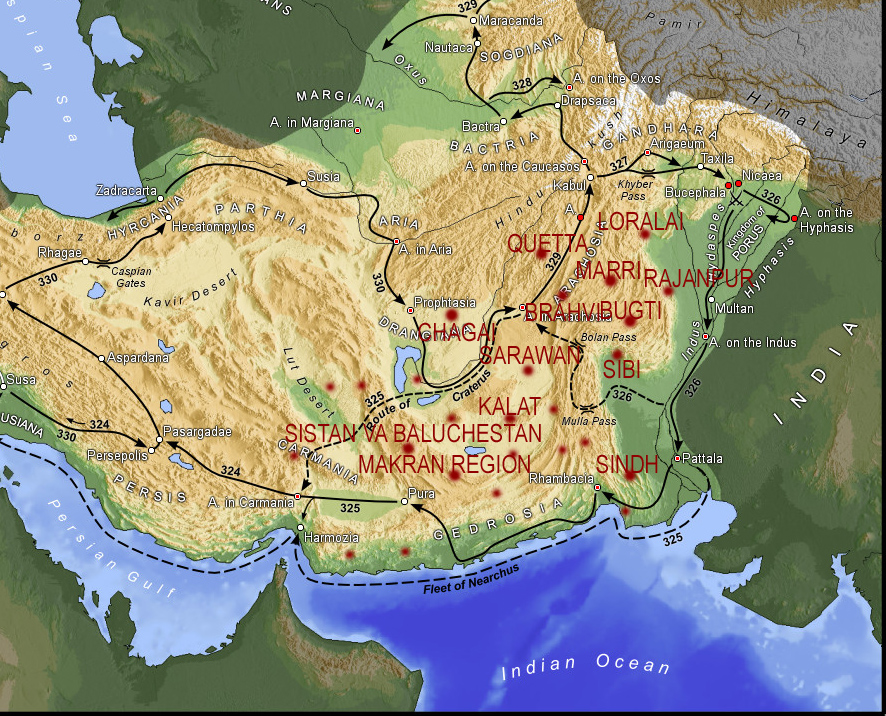
Harta Arachosiei în cadru Imperiului Macedonean

Arachosia este învecinată la est cu o parte a Indiei antice, la sud cu Gedrosia, la vest cu Drangiana, iar la nord cu Gandhara. Isidor și Ptolemeu ne oferă liste a orașelor din Arachosia, printre care se numără Alexandria, întemeiat de Alexandru cel Mare în secolul al IV-lea î.Hr., numită în prezent Kandahar. Cea mai mare parte a regiunii conține câmpii aride, care flanchează miezul muntos.

## Istoric
Arachosia a fost o satrapie a Imperiului Persan cucerită de Alexandru Macedon în secolul al IV-lea î.Hr., ajugând în final în posesia Imperiului Seleucid după împărțirea imperiului de către diadohi.
În 304 î.Hr., regiunea împreună cu Gandhara și Gedrosia sunt cedate imperiului indian Maurya a lui Chandragupta în schimbul a 500 de elefanți și promisiunea de căsătorie a lui Seleucos I Nicator cu fiica suveranului indian. Datorită războiului civil rezultat în urma detronării familiei Maurya de pe tronul indian, teritoriul este pierdut în fața Regatului Greco-Bactrian (256 - 125 î.Hr.). Regatele Indo-Grec, Indo-Scit și Indo-Part vor stăpâni succesiv Arachosia pentru o anumită perioadă de timp.
Imperiul Sasanid cucerește regiunea de la Imperiul Kushan, care o va pierde în fața diferitelor regate ca într-un sfârșit să ajungă pe mâinile arabilor, cei ce vor introduce islamul în detrimentul zoroatrismului.